# Carlia
Carlia är ett släkte av ödlor. Carlia ingår i familjen skinkar.
Arterna är små och har bra utvecklade extremiteter. Vid framtassarna finns tre fingrar och bakfötterna har fem tår. Ansiktet kännetecknas av ett delvis genomskinligt nedre ögonlock som är rörlig. Beroende på art är fjällen mjuka eller grova.
Dessa skikar är dagaktiva och vistas på marken. De gömmer sig ofta i lövskiktet bredvid träd. Honor lägger två ägg per tillfälle.
IUCN listar nästan alla arter som livskraftig (LC) och några med kunskapsbrist (DD).

## Dottertaxa tillCarlia, i alfabetisk ordning[1]
- Carlia aenigma
- Carlia ailanpalai
- Carlia amax
- Carlia aramia
- Carlia babarensis
- Carlia beccarii
- Carlia bicarinata
- Carlia bomberai
- Carlia caesius
- Carlia coensis
- Carlia diguliensis
- Carlia dogare
- Carlia eothen
- Carlia fusca
- Carlia gracilis
- Carlia jarnoldae
- Carlia johnstonei
- Carlia leucotaenia
- Carlia longipes
- Carlia luctuosa
- Carlia munda
- Carlia mundivensis
- Carlia mysi
- Carlia parrhasius
- Carlia pectoralis
- Carlia prava
- Carlia pulla
- Carlia rhomboidalis
- Carlia rimula
- Carlia rostralis
- Carlia rubrigularis
- Carlia rufilatus
- Carlia schmeltzii
- Carlia scirtetis
- Carlia storri
- Carlia tetradactyla
- Carlia triacantha
- Carlia tutela
- Carlia vivax